# Кубок Мальти з футболу 1997—1998
Кубок Мальти з футболу 1997—1998 — 60-й розіграш кубкового футбольного турніру на Мальті. Титул вшосте здобув Гіберніанс.

## Календар
| Раунд        | Дата                           | Матчі | Клуби   |
| ------------ | ------------------------------ | ----- | ------- |
| Перший раунд | 24 грудня 1997 - 1 лютого 1998 | 8     | 20 → 12 |
| Другий раунд | 19 березня 1998                | 4     | 12 → 8  |
| 1/4 фіналу   | 9-10 травня 1998               | 4     | 8 → 4   |
| 1/2 фіналу   | 14-15 травня 1998              | 2     | 4 → 2   |
| Фінал        | 21 травня 1998                 | 1     | 2 → 1   |

## Перший раунд
| Команда 1        | Рахунок | Команда 2           |
| ---------------- | ------- | ------------------- |
| 24 грудня 1997   |         |                     |
| Хамрун Спартанс  | 2:0     | Зуррік (2)          |
| Рабат Аякс (2)   | 1:3     | Гіберніанс          |
| 7 січня 1998     |         |                     |
| Таршіен Райнбоус | 5:0     | Сент-Джорджс (2)    |
| Мелілья (2)      | 0:2     | Шахра Торнадос      |
| 21 січня 1998    |         |                     |
| Нашшар Лайонс    | 3:0     | Дінглі Свалловс (2) |
| П'єта Готспурс   | 2:1 дч  | Сент-Патрік (2)     |
| 31 січня 1998    |         |                     |
| Марса (2)        | 2:1     | Моста (2)           |
| 1 лютого 1998    |         |                     |
| Лія Атлетік (2)  | 4:0     | Сіггіві (2)         |

## Другий раунд
| Команда 1       | Рахунок | Команда 2        |
| --------------- | ------- | ---------------- |
| 19 березня 1998 |         |                  |
| Хамрун Спартанс | 1:0     | Нашшар Лайонс    |
| Гіберніанс      | 4:0     | Шахра Торнадос   |
| Марса (2)       | 0:1     | Таршіен Райнбоус |
| Лія Атлетік (2) | 1:2     | П'єта Готспурс   |

## 1/4 фіналу
| Команда 1       | Рахунок      | Команда 2        |
| --------------- | ------------ | ---------------- |
| 9 травня 1998   |              |                  |
| Гіберніанс      | 4:1          | Таршіен Райнбоус |
| Сліма Вондерерс | 1:2 дч       | Біркіркара       |
| 10 травня 1998  |              |                  |
| П'єта Готспурс  | 1:1 пен. 4:5 | Флоріана         |
| Хамрун Спартанс | 1:2 дч       | Валетта          |

## 1/2 фіналу
| Команда 1      | Рахунок | Команда 2 |
| -------------- | ------- | --------- |
| 14 травня 1998 |         |           |
| Біркіркара     | 1:2 дч  | Валетта   |
| 15 травня 1998 |         |           |
| Гіберніанс     | 2:0     | Флоріана  |

## Фінал
| 21 травня 1998 |

| Валетта  | 1:2      | Гіберніанс              |
| -------- | -------- | ----------------------- |
| Вудс 86' | Протокол | Скеррі 46' Д.Аттард 68' |

| Національний стадіон, Та-Калі Арбітр: Джо Аттард |